# The Buckskin Lady
The Buckskin Lady è un film del 1957 diretto da Carl K. Hittleman.
È un western statunitense con Patricia Medina, Richard Denning e Gerald Mohr.

## Produzione
Il film, diretto da Carl K. Hittleman su una sceneggiatura di David Lang e Carl K. Hittleman e un soggetto di Francis Chase Jr., fu prodotto dallo stesso Hittleman tramite la Bishop-Hittleman Pictures (società di Hittleman e di Frank N. Bishop, un rancher del Nevada). Fu girato nell'Iverson Ranch a Chatsworth e nel Ray Corrigan Ranch a Simi Valley, in California, dal 16 agosto 1956. Il brano della colonna sonora The Buckskin Lady fu composto da Maurice Keller (parole) e Albert Glasser (musica).

## Distribuzione
Il film fu distribuito negli Stati Uniti nel luglio 1957 al cinema dalla United Artists.
Altre distribuzioni:
- in Svezia il 10 novembre 1958 (Allt på ett kort)
- in Brasile (Bala por Bala)

## Promozione
Le tagline sono:
- The Hell-Hot Story Of A Hell-Bent Dancehall Dame Who Climbed To The Top...Bullet By Bullet...Man By Man!
- She Hid Her Scarlet Past Behind A Pair Of Silver 45's!